# Гранит Шоулс (Тексас)
Гранит Шоулс (енгл. Granite Shoals) град је у америчкој савезној држави Тексас. По попису становништва из 2010. у њему је живело 4.910 становника.

## Демографија
Према попису становништва из 2010. у граду је живело 4.910 становника, што је 2.870 (140,7%) становника више него 2000. године.
| Група             | 2000.         | 2010.         |
| Белци             | 1.568 (76,9%) | 2.550 (51,9%) |
| Афроамериканци    | 23 (1,1%)     | 68 (1,4%)     |
| Азијати           | 1 (0,0%)      | 15 (0,3%)     |
| Хиспаноамериканци | 432 (21,2%)   | 2.222 (45,3%) |
| Укупно            | 2.040         | 4.910         |